# Liste der Stolpersteine in Herzlake
Die Liste der Stolpersteine in Herzlake enthält alle Stolpersteine, die im Rahmen des gleichnamigen Kunst-Projekts von Gunter Demnig in Herzlake verlegt wurden. Mit ihnen soll der Opfer des Nationalsozialismus gedacht werden, die in Herzlake lebten und wirkten. Bei einer Verlegung im August 2011 wurden bisher insgesamt fünf Stolpersteine verlegt. (Stand: Juni 2019)

## Liste der Stolpersteine
| Bild | Person, Inschrift                                                               | Adresse          | Verlegedatum  | Anmerkung |
| --- | ------------------------------------------------------------------------------- | ---------------- | ------------- | --- |
| Bild gesucht Die Wikipedia wünscht sich an dieser Stelle ein Bild vom Ort mit diesen Koordinaten 52.684751 7.6055 . Motiv: Fünf Stolpersteine Hubertusstraße 2 Falls du dabei helfen möchtest, erklärt die Anleitung , wie das geht. BW | Hier wohnte Max Meyer Jg. 1878 deportiert Dez. 1941 Riga ermordet               | Hubertusstr. 2 · | 28. Aug. 2011 | Max Meyer wurde am 5. April 1878 in Herzlake geboren. Für seine Teilnahme am Ersten Weltkrieg wurde ihm das Eiserne Kreuz verliehen. Er war Viehhändler und mit Helene Meyer verheiratet. Am 13. Dezember 1941 wurde er in das Ghetto Riga deportiert. |
| Bild gesucht Die Wikipedia wünscht sich an dieser Stelle ein Bild vom hier behandelten Ort. Falls du dabei helfen möchtest, erklärt die Anleitung , wie das geht. BW                                                                    | Hier wohnte Helene Meyer geb. Simon Jg. 1886 deportiert Dez. 1941 Riga ermordet | Hubertusstr. 2 · | 28. Aug. 2011 | Helene Meyer wurde am 1. August 1886 als Helene Simon in Werlte geboren. Sie war mit Max Meyer verheiratet. Aus der Ehe gingen drei Kinder hervor. Am 13. Dezember 1941 wurde sie in das Ghetto Riga deportiert.                                       |
| Bild gesucht Die Wikipedia wünscht sich an dieser Stelle ein Bild vom hier behandelten Ort. Falls du dabei helfen möchtest, erklärt die Anleitung , wie das geht. BW                                                                    | Hier wohnte Hans Meyer Jg. 1910 Flucht 1940 Palästina überlebt                  | Hubertusstr. 2 · | 28. Aug. 2011 | Hans Meyer wurde am 10. Dezember 1910 geboren. Er war etwa ein halbes Jahr im KZ Oranienburg inhaftiert und flüchtete 1940 nach Haifa. Er starb im Jahr 1990 am See Genezareth in Israel.                                                              |
| Bild gesucht Die Wikipedia wünscht sich an dieser Stelle ein Bild vom hier behandelten Ort. Falls du dabei helfen möchtest, erklärt die Anleitung , wie das geht. BW                                                                    | Hier wohnte Grete Meyer Jg. 1910 Flucht 1939 England überlebt                   | Hubertusstr. 2 · | 28. Aug. 2011 | Grete Meyer wurde am 10. Dezember 1910 geboren. Ihr gelang 1939 die Flucht über Belgien nach England. Sie starb im Jahr 1978 in den USA. |
| Bild gesucht Die Wikipedia wünscht sich an dieser Stelle ein Bild vom hier behandelten Ort. Falls du dabei helfen möchtest, erklärt die Anleitung , wie das geht. BW                                                                    | Hier wohnte Ernst Meyer Jg. 1919 Flucht 1939 England überlebt                   | Hubertusstr. 2 · | 28. Aug. 2011 | Ernst Meyer wurde am 6. September 1919 geboren. Er flüchtete 1939 über die Niederlande nach England. 1945 kam er als englischer Soldat nach Herzlake zurück. Er starb im Jahr 2006 in den USA.                                                         |

## Verlegungen
- 28. August 2011: fünf Stolpersteine an einer Adresse[1]